# Zoltána
Zoltána est un prénom hongrois féminin.

## Étymologie
Le nom féminin Zoltána est la contrepartie latinisée du nom masculin Zoltán et correspond au nom commun sultan.

## Personnalités portant ce prénom
- Pour l'ensemble des articles sur les personnes portant ce prénom, consulter :
  - la liste des articles dont le titre commence par ce prénom
  - les listes produites par Wikidata : Liste des personnes de prénom « Zoltána » — même liste en incluant les éventuels prénoms composés qui contiennent « Zoltána ».